# Santa Justa (Lisbonne)
Pour les articles homonymes, voir Santa Justa.
Santa Justa est une freguesia de Lisbonne.